# Brendan Christian
Brendan Christian (født 11. december 1983 på Antigua) er en sprinter fra Antigua og Barbuda. Han er 1,78 meter høj og vejer 71 kg. Han har har specialiseret sig i 200 meter.
Han udmærkede sig allerede som junior da han vandt en sølvmedalje i 200 meter løb under junior-VM i atletik i 2002. Han opnåede også en sjetteplads i 100 meter. Christian deltog også under OL i 2004, men røg ud i kvartfinalen samt repræsenterede Antigua og Barbuda ved sommer-OL 2008 og fik en 9. plads. Han var med under Commonwealth Games 2006 og hvor han blev slået ud i semifinalen.
I 2007 vandt han en guldmedalje i 200 meter og en bronzemedalje i 100 meter løb under De panamerikanske lege. Han kom også til semifinalen i både 100 meter og 200 meter i VM i atletik 2007. Der satte han også ny national rekord i 200 meter med tiden 20,23.
Hans bedste tid på 100 meter er 10,11 sekunder og rekorden satte han den 28.
mai 2004 på College Station i Texas. Denne rekord er også nationalrekorden.

## Meritter
- VM for juniorer i atletik 2002: Sølv (200 meter), sjetteplads (100 meter).
- De panamerikanske lege 2007: Guldmedalje (200 meter), bronzemedalje (100 meter).